# Восточнословацкий музей
Восточнословацкий музей (словац. Východoslovenské múzeum) — один из старейших и крупнейших музеев Словакии, экспозиция которого посвящена истории, культуре и природе Восточной Словакии и, в частности, города Кошице, в котором расположен сам музей. Был создан в 1872 году как Верхневенгерский музей по инициативе уроженца Кошице, врача и историка Имрика Хеншльманна (1813-1888 гг.), предложившего создание института, который бы сохранял исторические памятки города и окрестностей. В 1888 году, после своей смерти, музею была передана завещанная Хеншльманном его личная коллекция: более 3 000 произведений искусства, библиотека, переписка, рукописи и личное имущество.
С 2002 года музей является аккредитованным научно-исследовательским центром.

## Экспозиция
Главное здание музея, находящееся на Площади Марафона мира (словац. Namestie Maratónu mieru), было построено в 1902 году в неоренессанском стиле. Содержит в себе постоянные экспозиции музея, посвященные истории искусства, нумизматике. Помимо этого, музей владеет экспозициями в еще 5 других исторических зданиях в пределах района Старе место.
Всего музей обладает коллекцией из 500 000 экспонатов.
| Изображение | Название по-русски              | Оригинальное название (по-словацки) | Описание экспозиции | Местонахождение                              |
| ----------- | ------------------------------- | ----------------------------------- | --- | -------------------------------------------- |
|             | Деревянная церковь из Кожуховце | Drevený kostolík z Kožuchoviec      | Небольшая деревянная церковь галицко-карпатского типа, перенесенная из села Кожуховце в 1927 году. Экспозиция находится во дворе главного здания музея. Сохранился интерьер с иконостасом, колокол.                                                | Námestie Maratónu mieru 2                    |
|             | Дом ремесел                     | Dom remesiel                        | Реконструкция дома 19 века, где проводятся выставки предметов исторических ремесл: резьбы по дереву, металлообработки. На территории Дома ремесел проводят и выставки работ современных мастеров-ремесленников.                                    | Hrnčiarska 9/A                               |
|             | Из жизни палача                 | Zo života kata                      | Находится в Тюрьме Микулаша (словац. Miklušová väznica) — готическом здании 13-14 веков. Включает в себя экспозицию, посвященную средневековому городскому быту. Также представлены комната палача, его доспехи, вооружение и иное снаряжение..    | Miklušova väznica, Pri Miklušovej väznici 20 |
|             | Природа Карпат                  | Príroda Karpát                      | Коллекция включает геологические, палеонтологические и зоологические экспонаты. Демонстрирует 1100 геологических образцов, 800 эвертебратологических и вертебратологических зоологических экспонатов и 140 ботанических экспонатов.                | Budova Divízie, Hviezdoslavova 3             |
|             | Салон Ренессанс                 | Salon Renaissance                   | Демонстрирует особенности светской и духовной жизни человека эпохи Возрождения. Представлена коллекция работ мастеров, приехавших из резных мастерских Словакии и других европейских стран. Присутствует коллекция драгоценных камней.             | Námestie Maratónu mieru 2                    |
|             | Столетия в искусстве            | Storočia v umení                    | Экспозиция отражает развитие искусства в различных стилях. Включает в себя коллекцию скульптур, миниатюр, сделанных методом факсимиле, памяток народного и деревенского искусства. В экспозиции также представлена реконструкция старинной аптеки. | Hviezdoslavova 3                             |
|             | Путь к истокам                  | Cesta za podkladom                  | Демонстрирует Кошицкий золотой клад. Состоит из 2930 золотых монет, трех золотых медалей и ренессансной цепи. Интерактивная экспозиция показывает и способы добычи и обработки золота.                                                             | Námestie Maratónu mieru 2                    |

## Галерея

Главное здание на площади Марафона мира
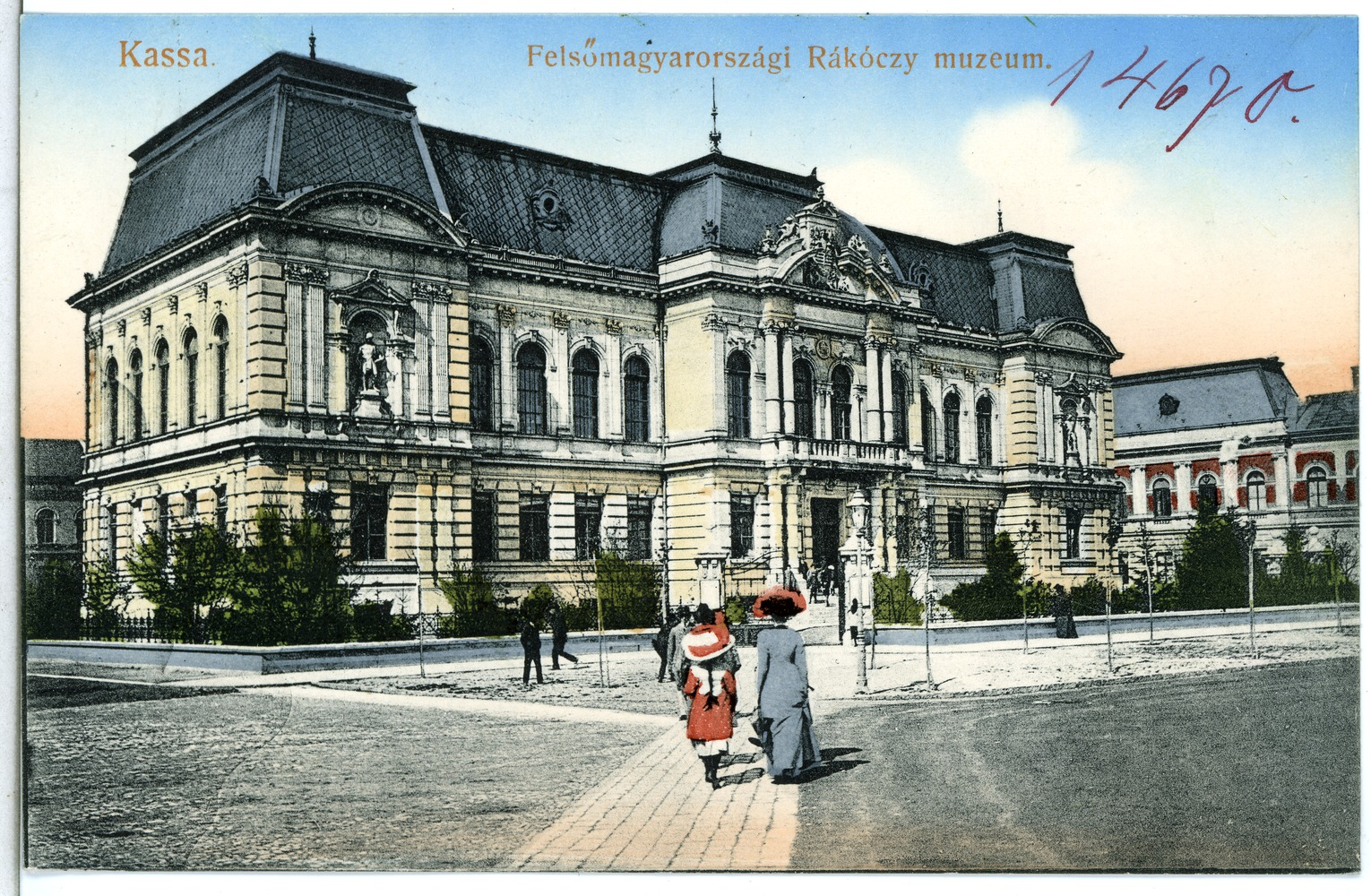
Венгерская иллюстрация 1912 года с изображенным главным зданием музея
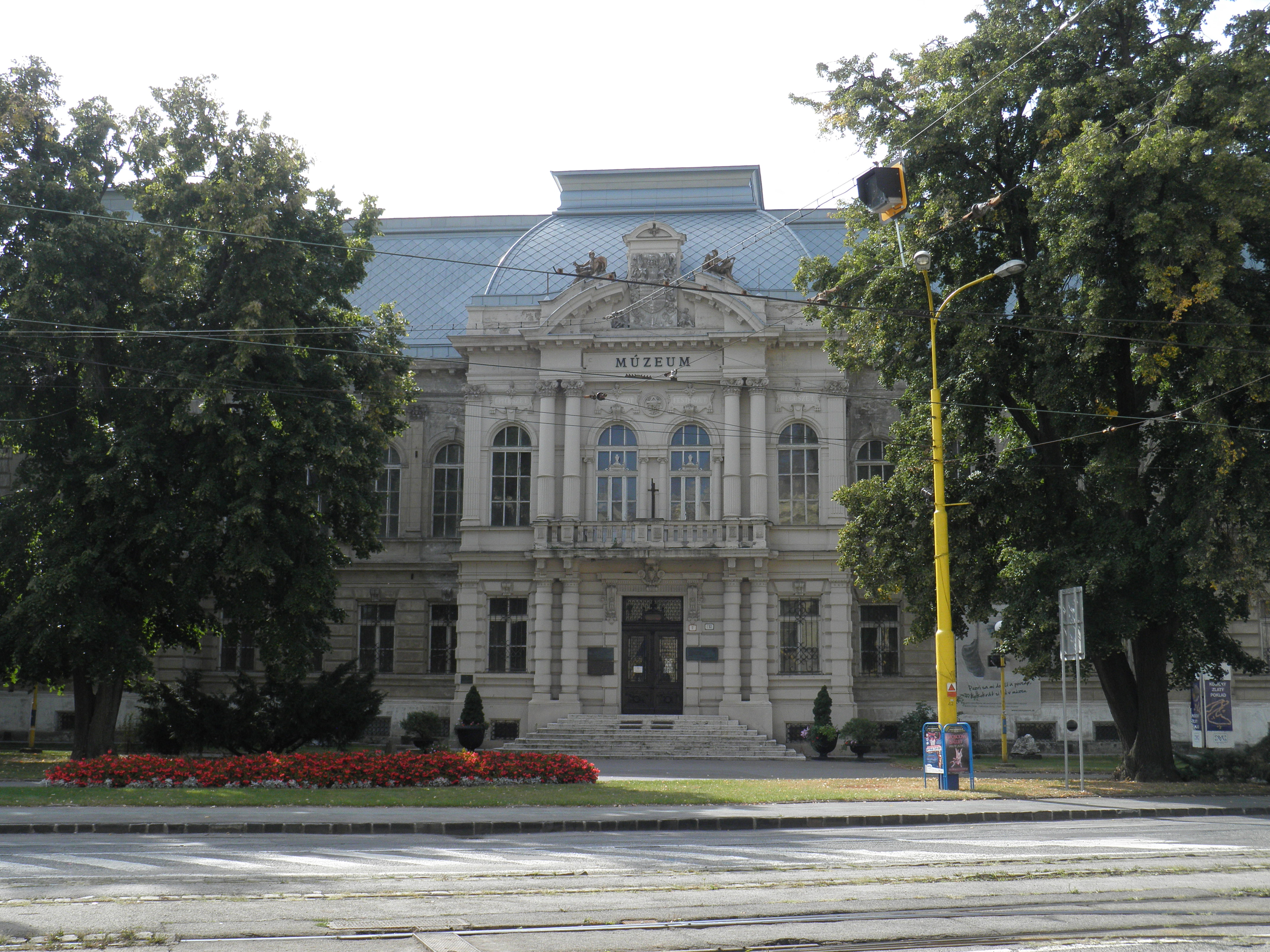
Главное здание, 2011 год
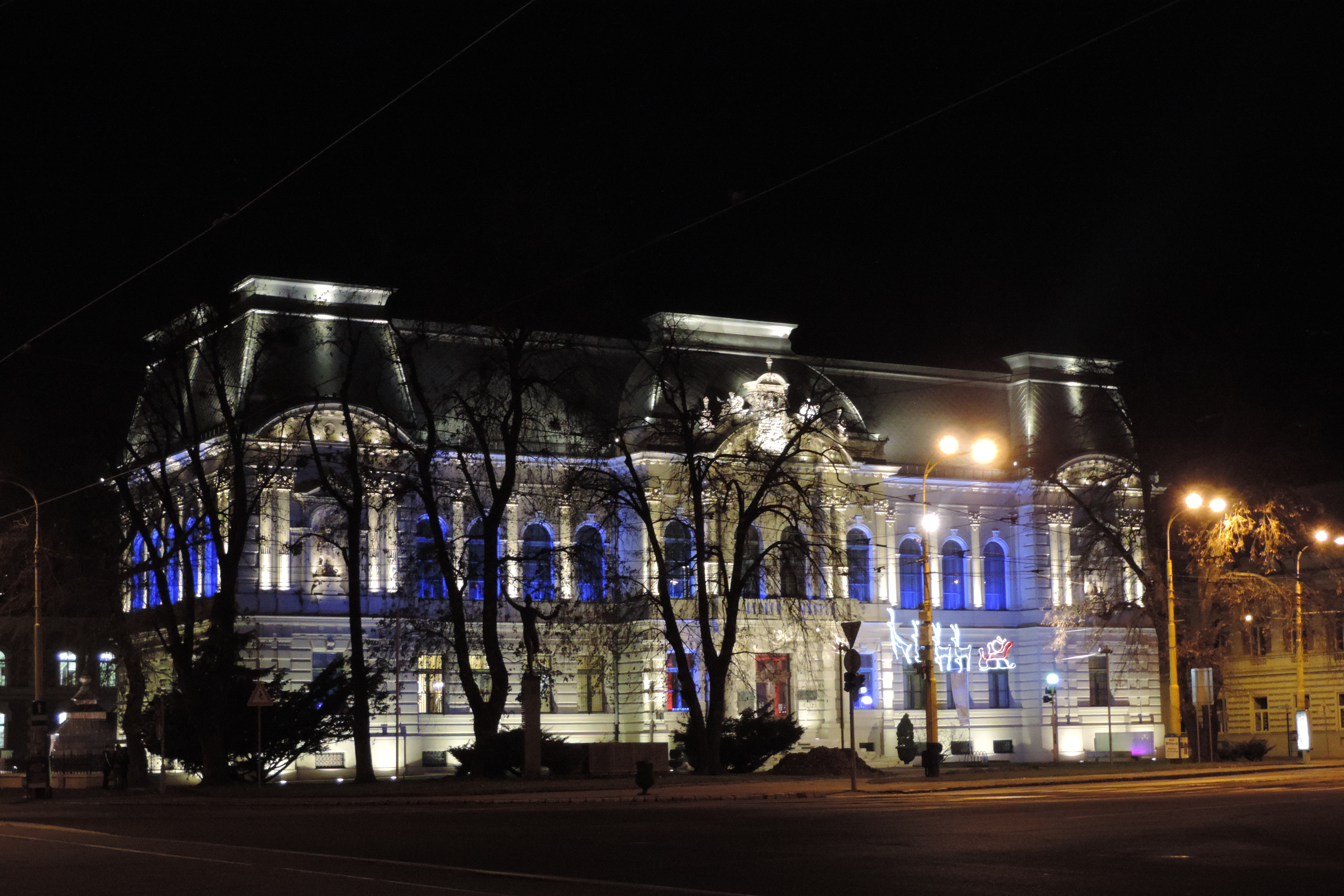
Главное здание ночью, зима 2014 года
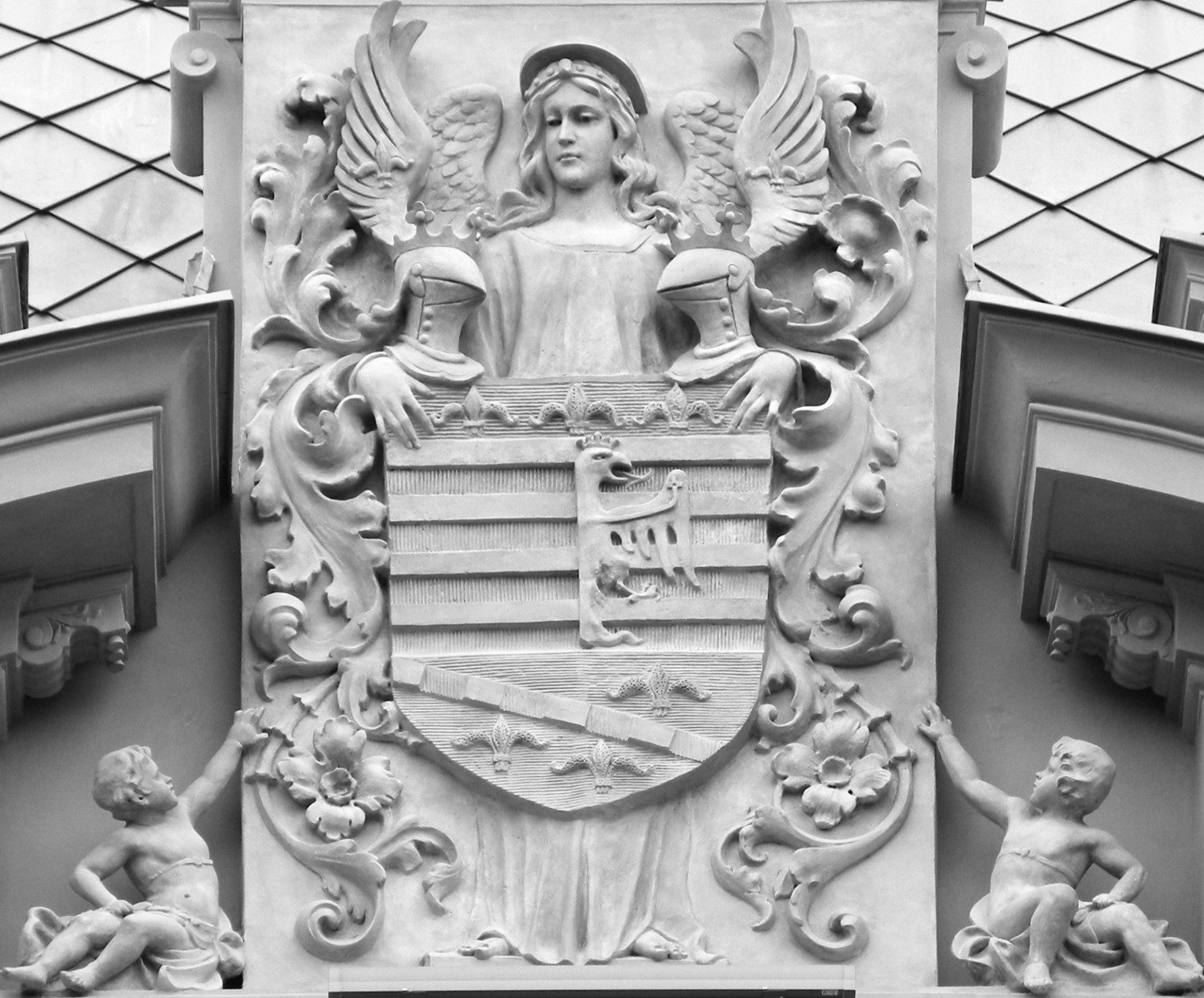
Герб Кошице на здании
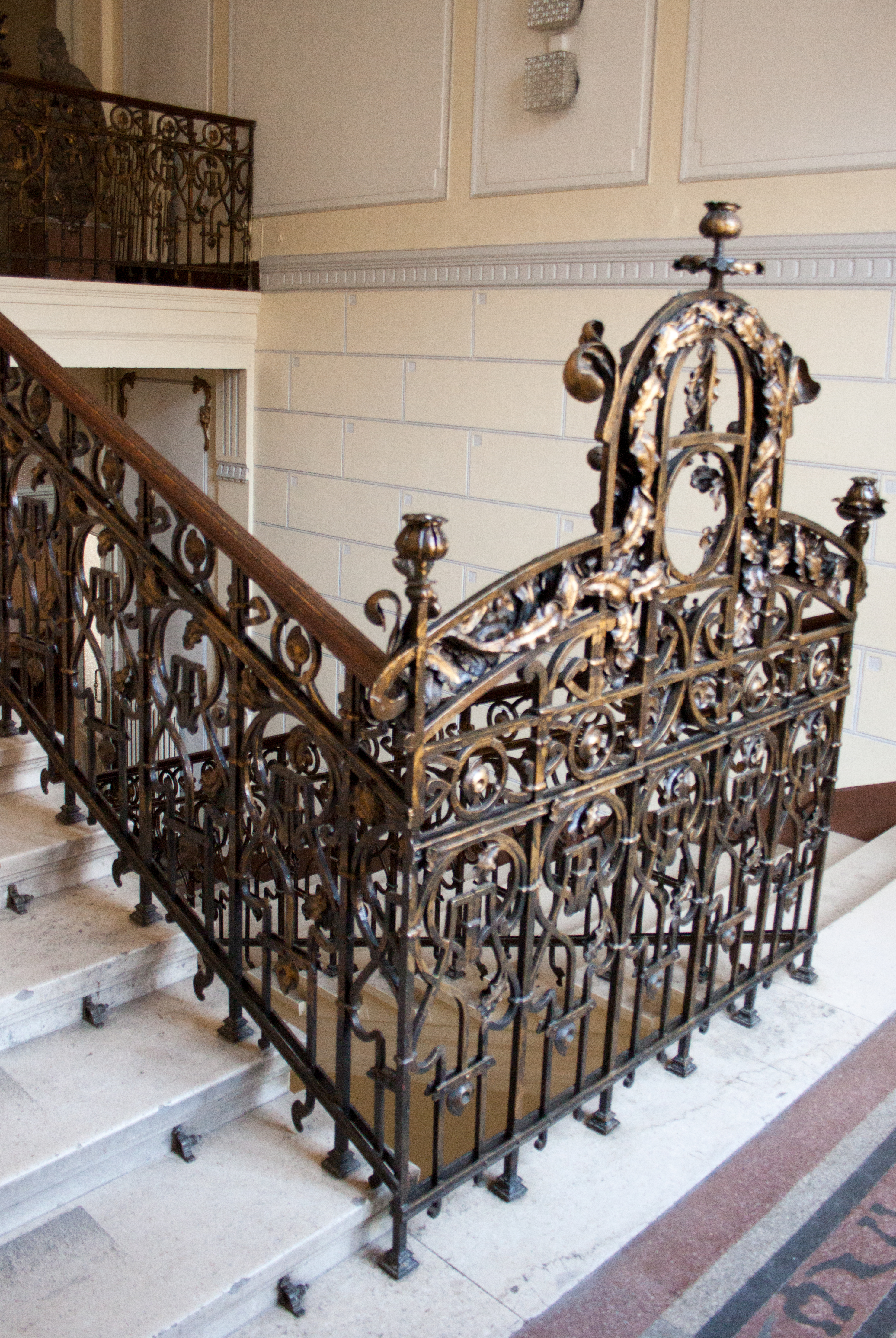
Элемент интерьера
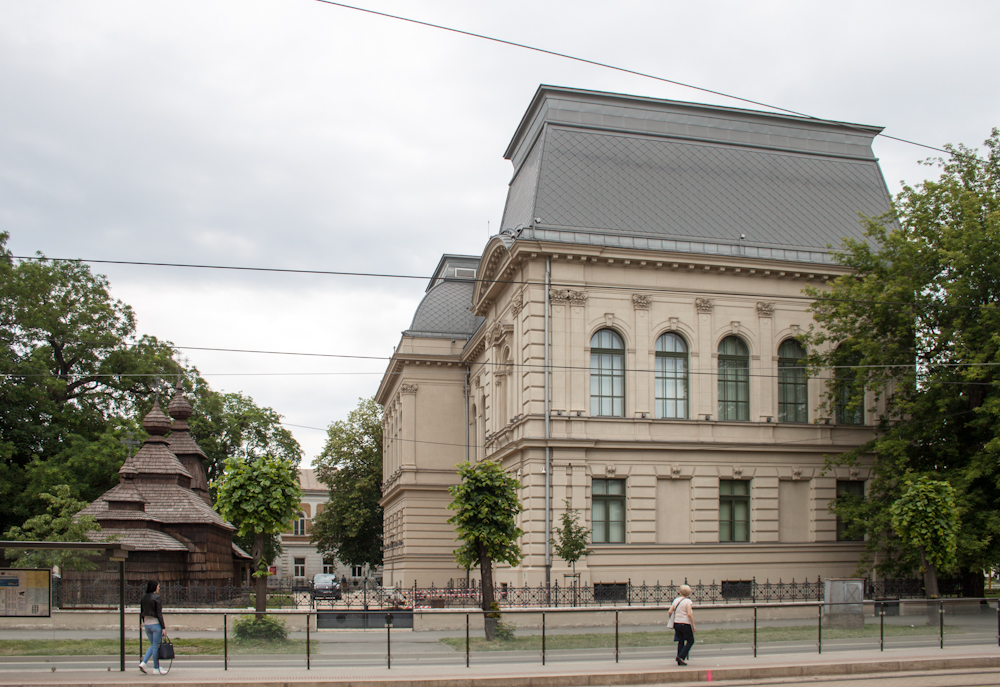
Южный фасад здания

Деревянная церковь из Кожуховце
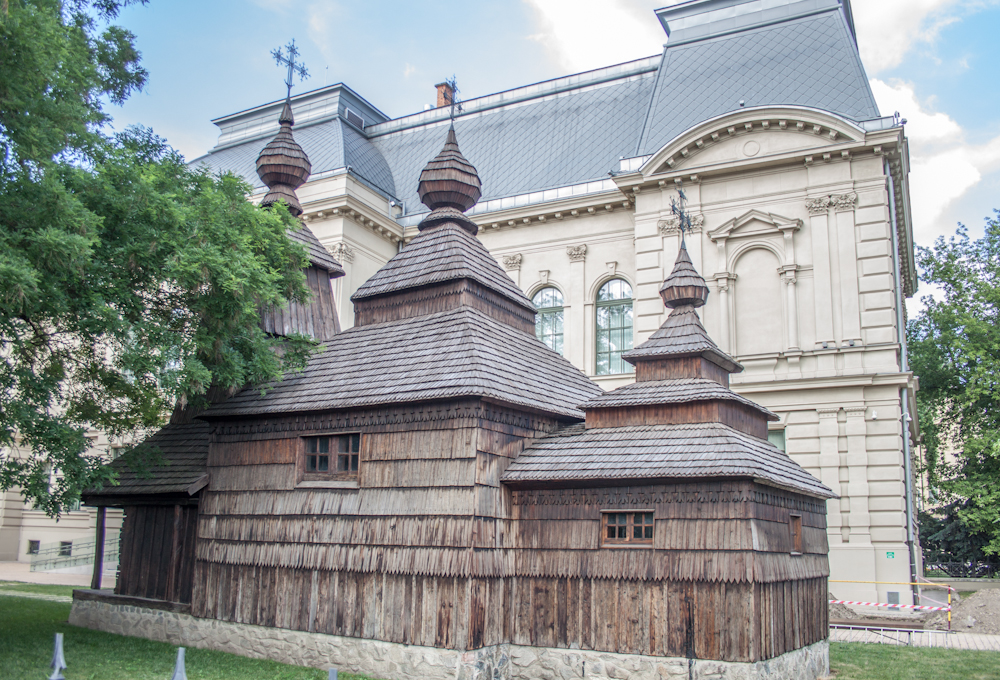
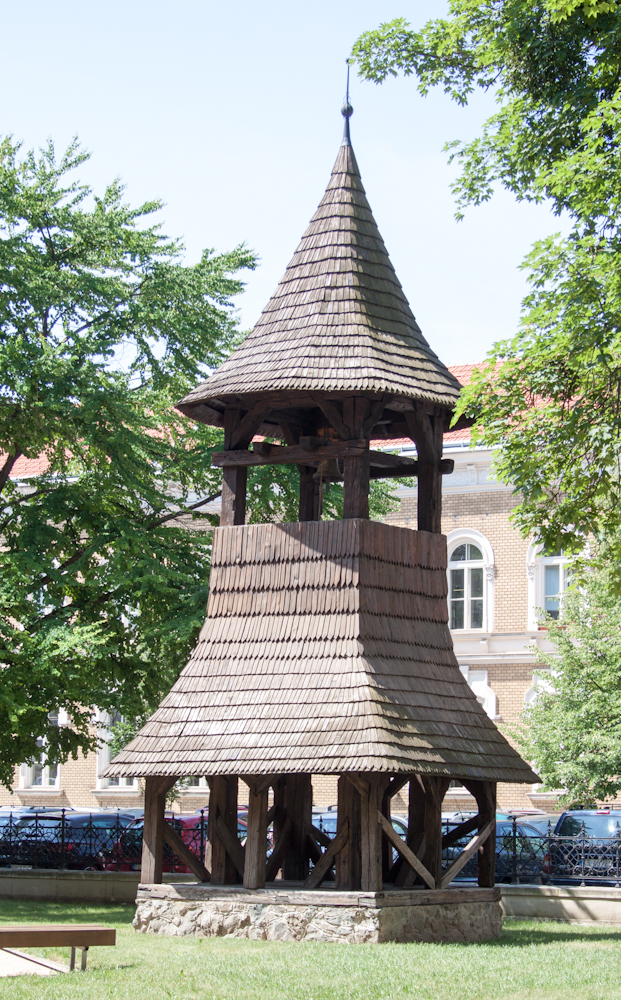
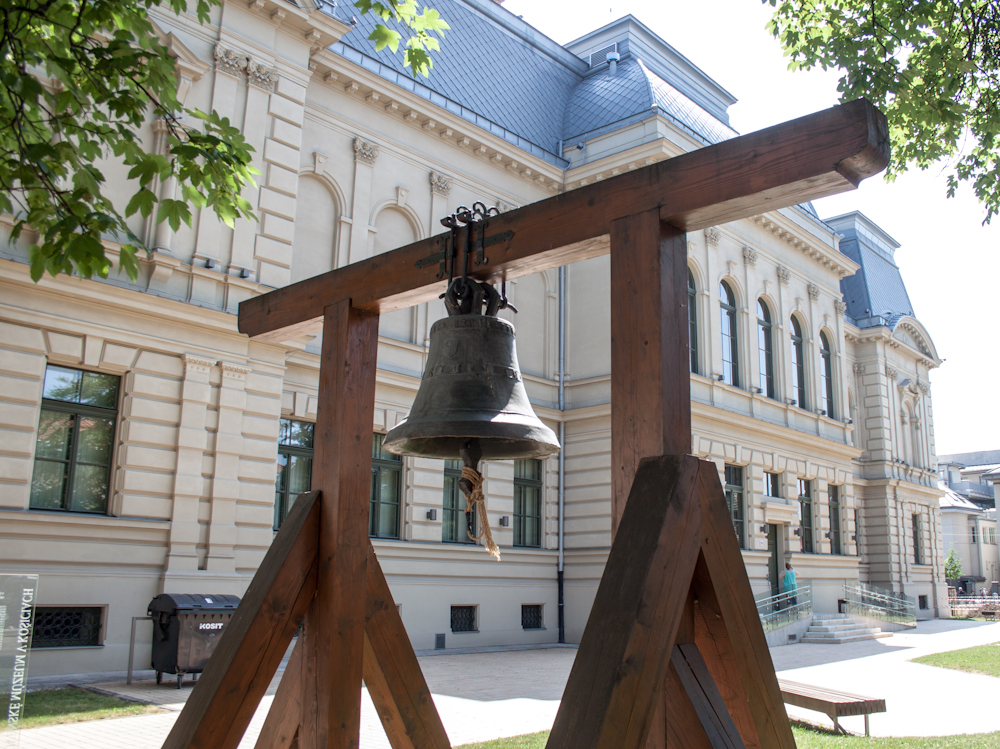
Колокол
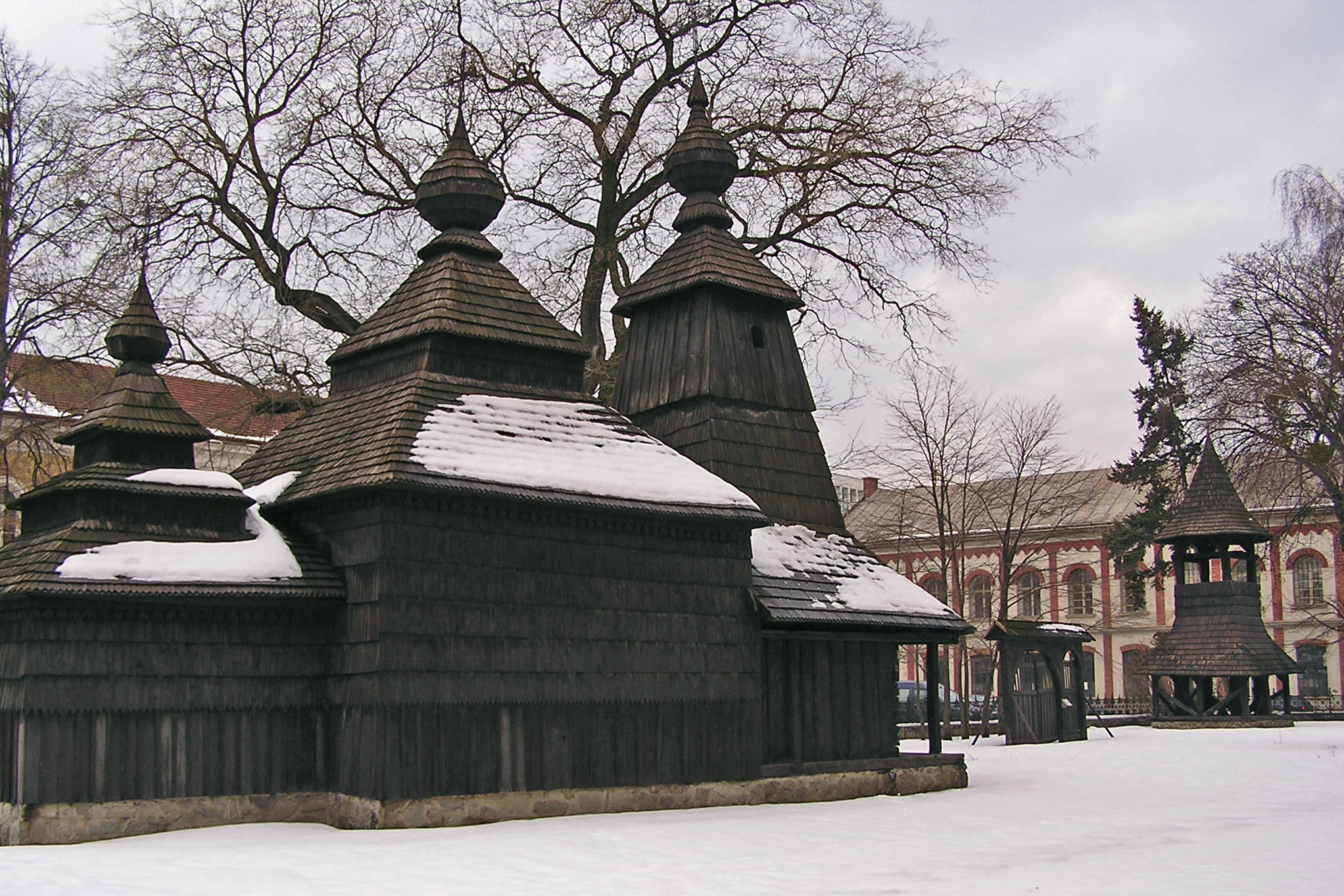

Скульптурная экспозиция
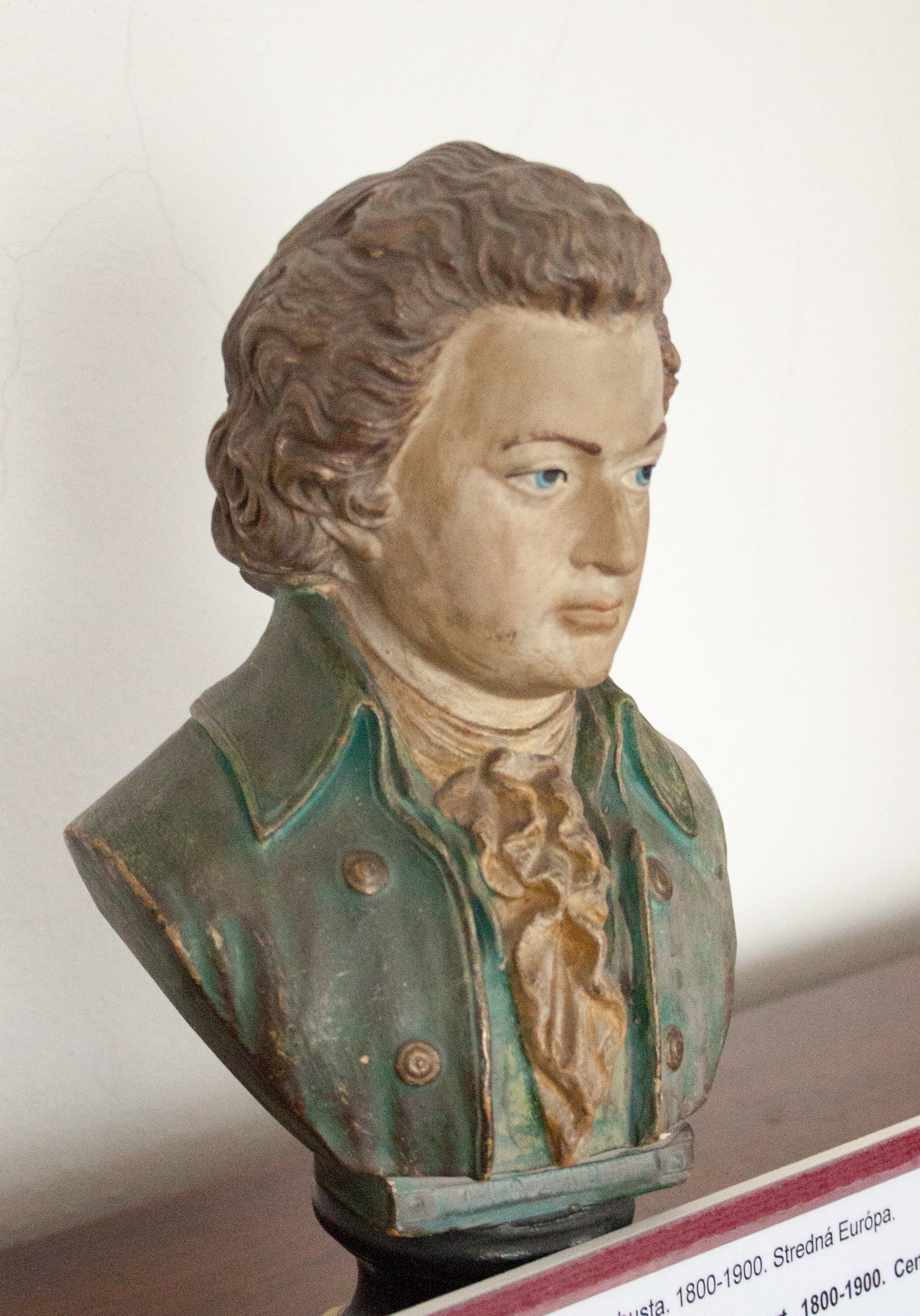
Бюст Моцарта
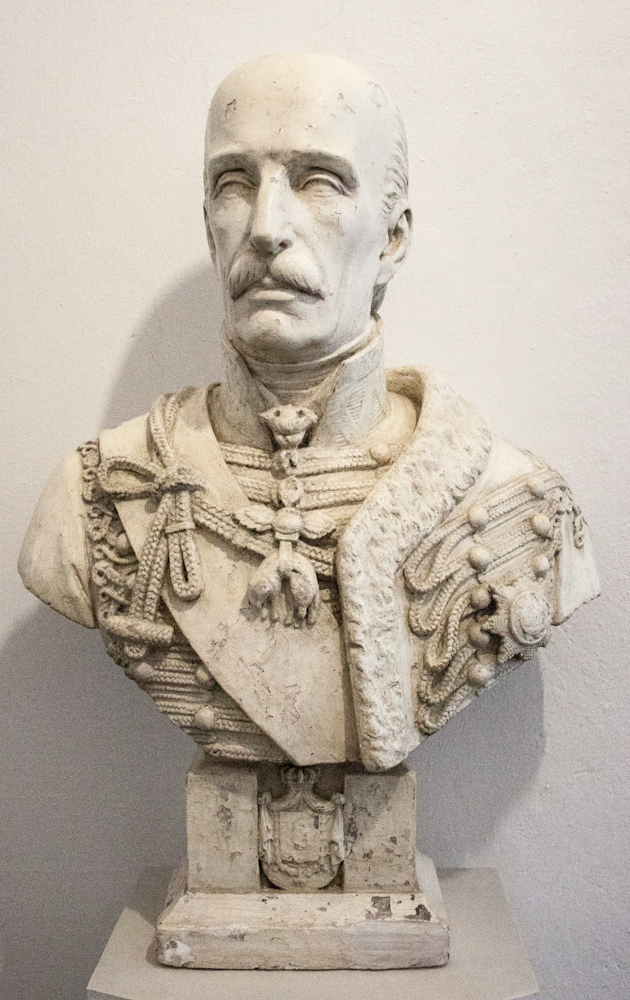
Бюст Йозефа Кнези
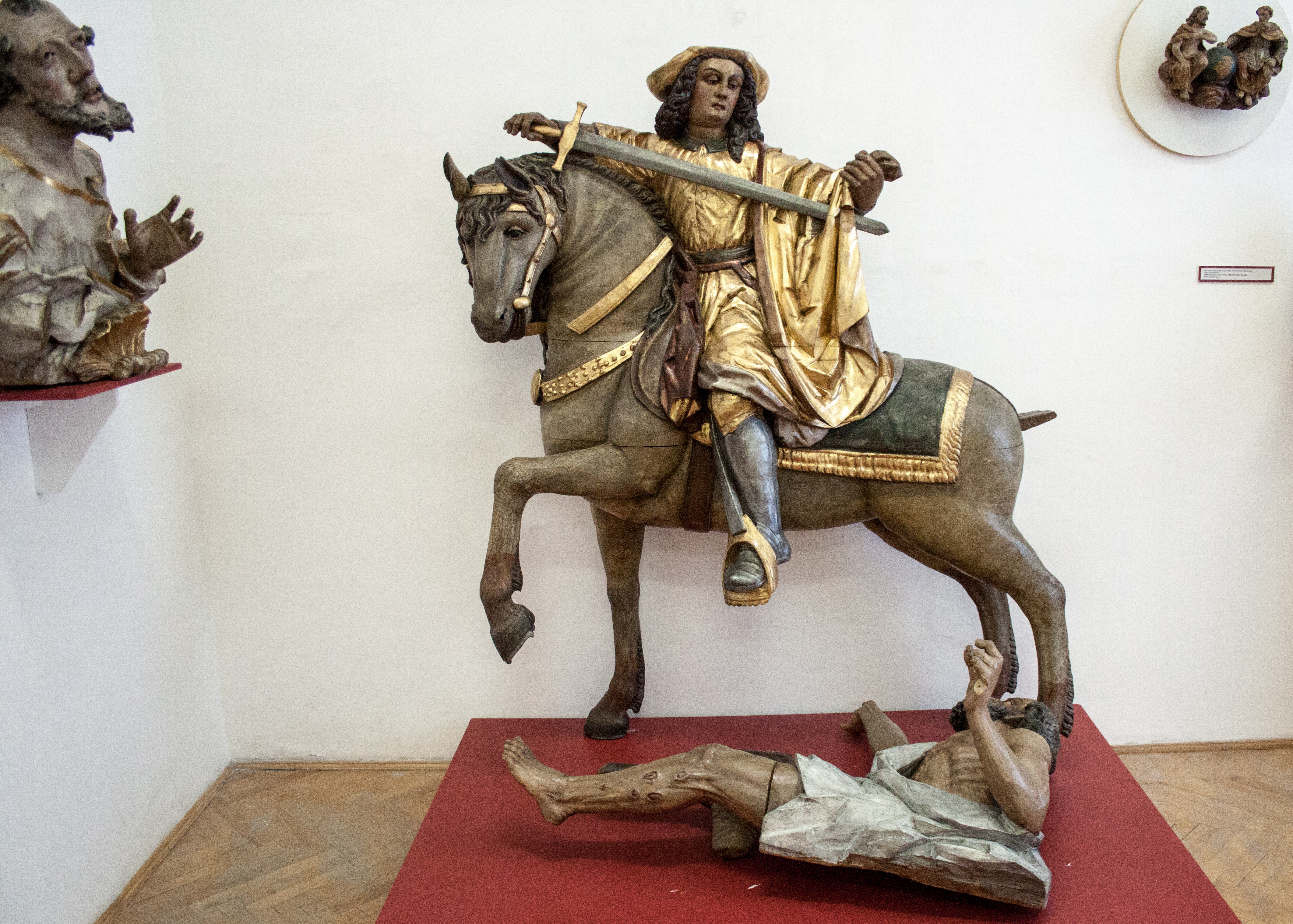
Скульптурный сюжет про Святого Мартина
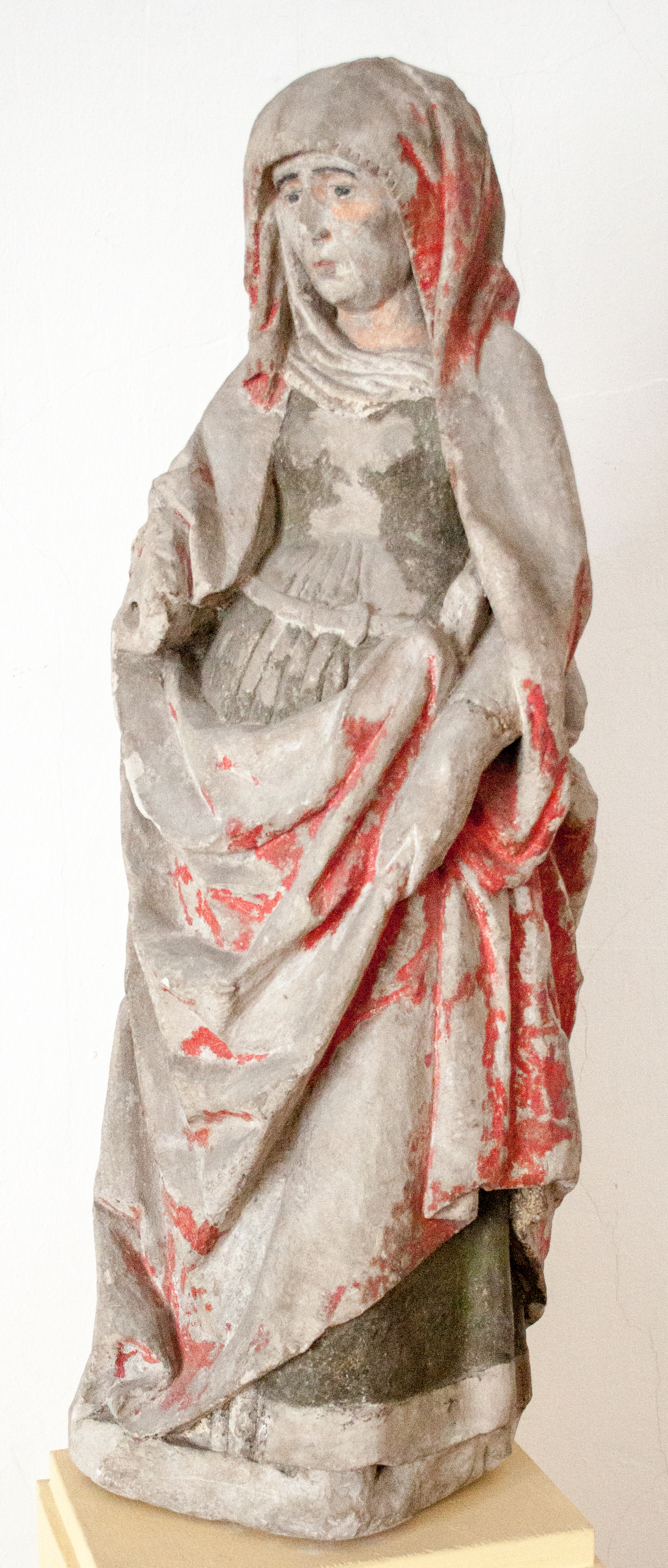
Скульптура Святой Елизаветы
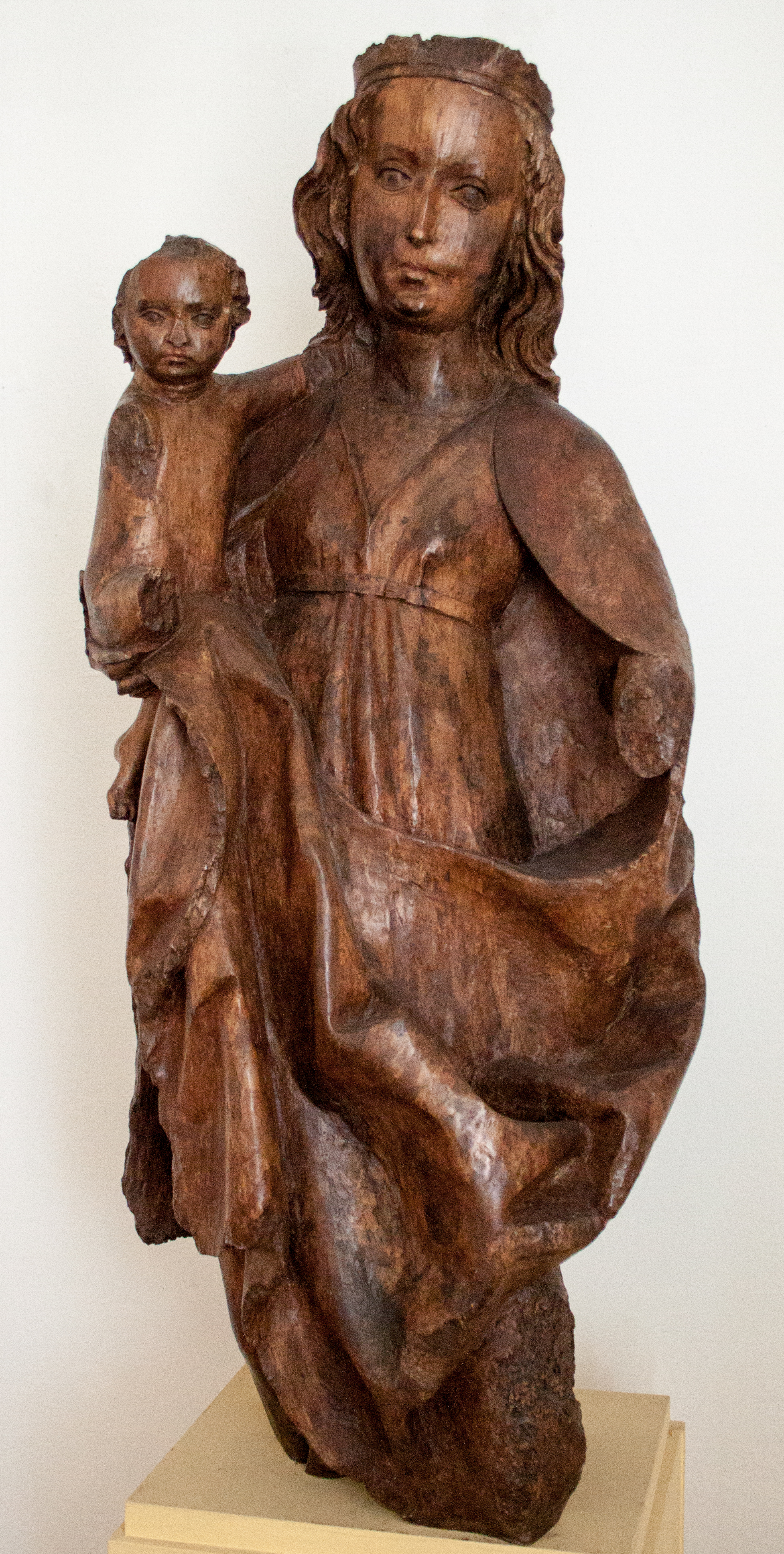
Скульптура Мадонны и Христа

Интерьерная и мебельная экспозиция
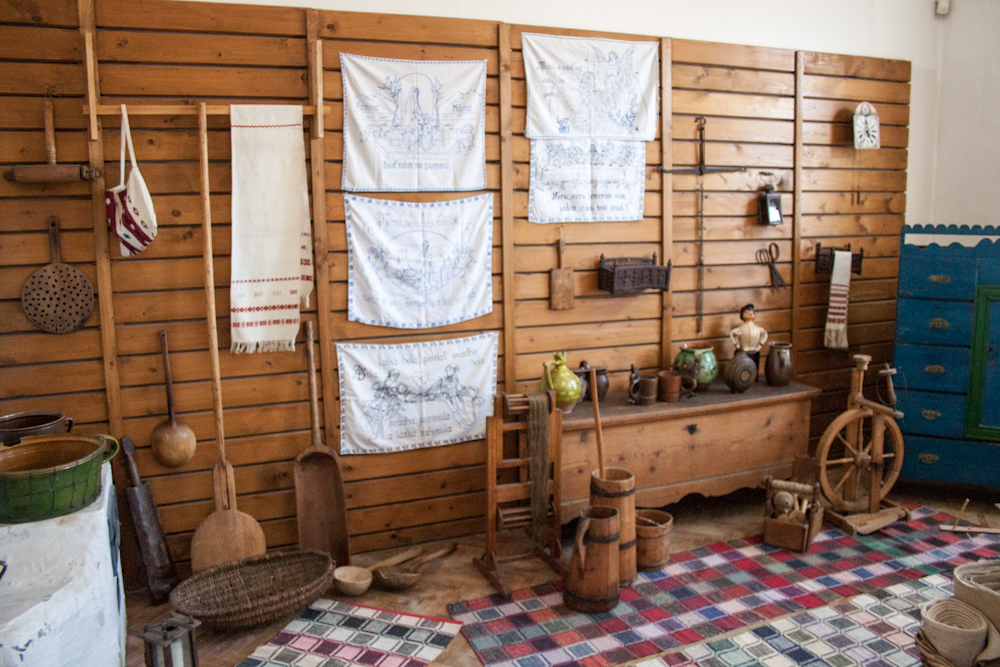
Народный деревенский интерьер, характерный для Абова
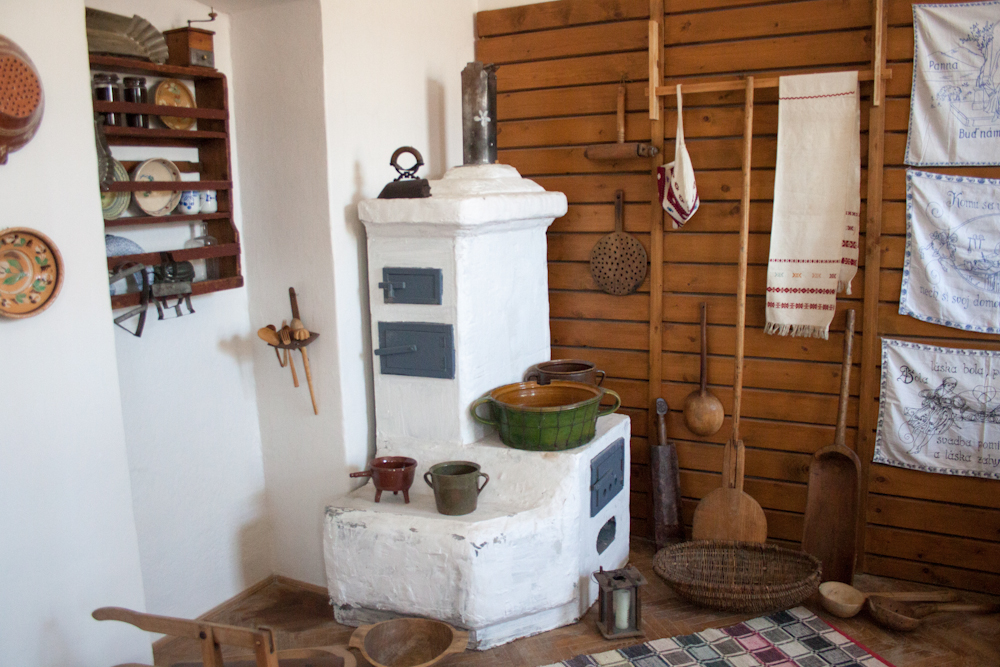
Народный деревенский интерьер, характерный для Абова
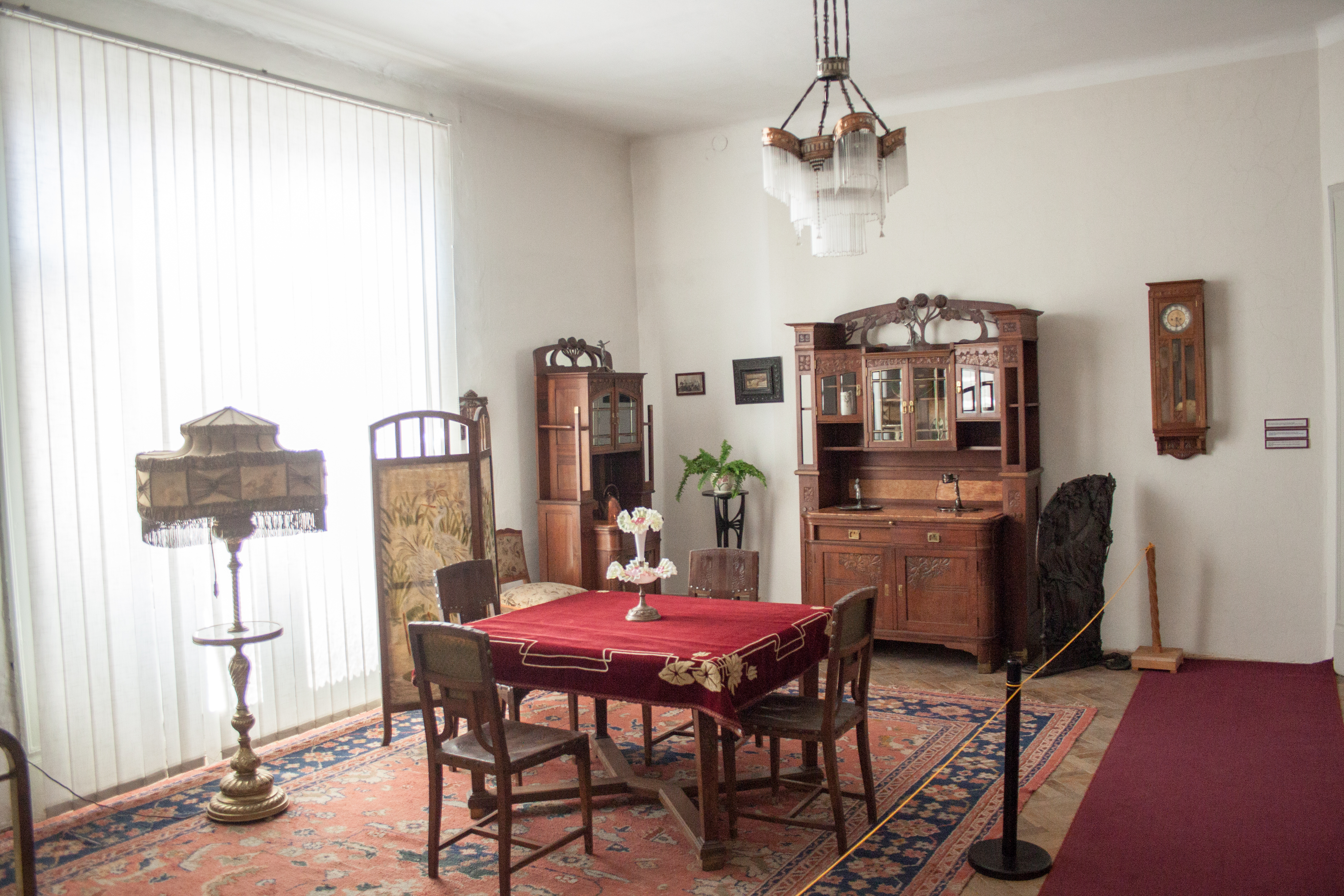
Интерьер в стиле модерн
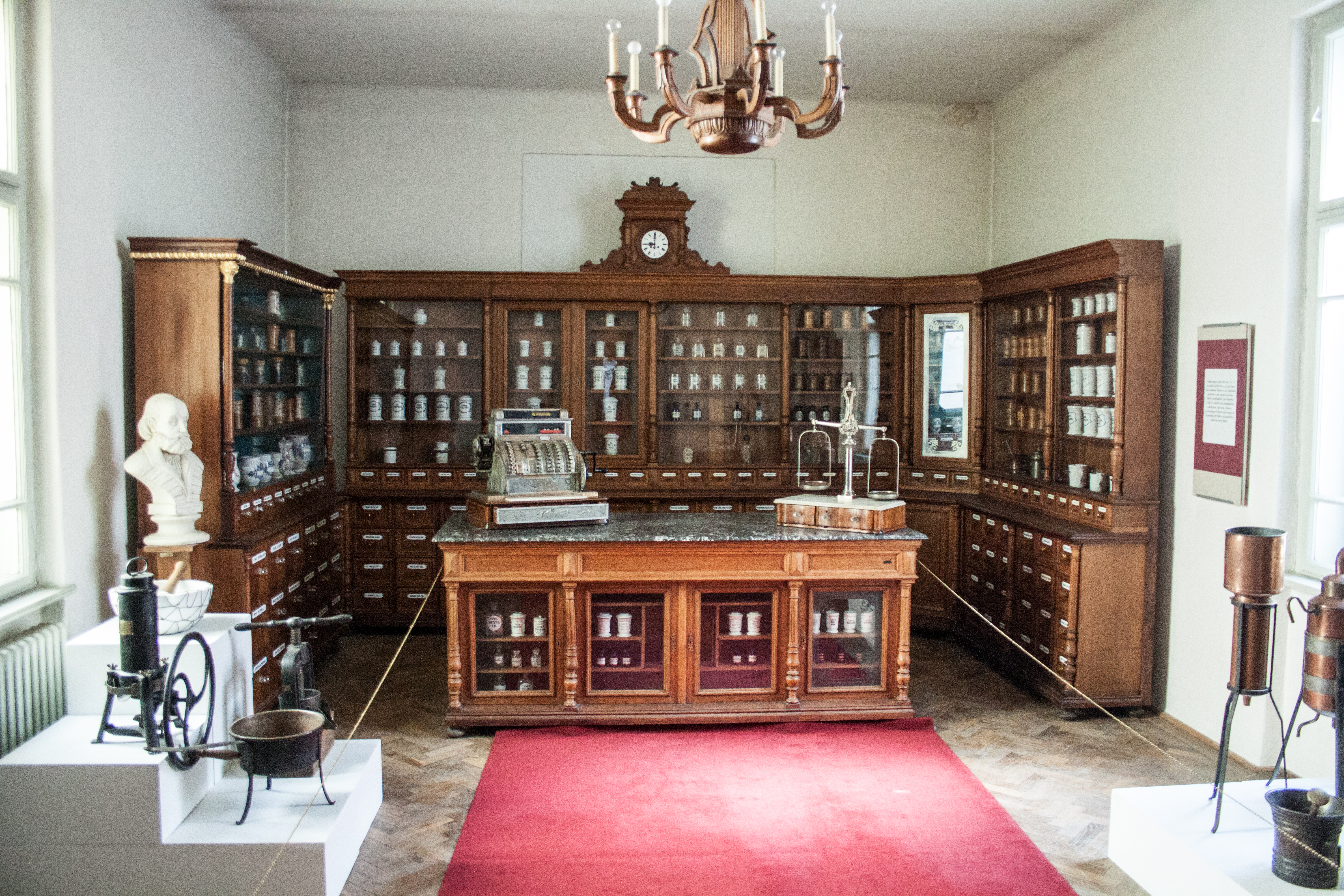
Интерьер старинной аптеки